# Franz Albert Bach
Franz Albert Bach (* 3. Juni 1865 in Langendorf; † 16. Oktober 1935 in Grambek oder Hamburg) war ein deutscher Architekt und Immobilien-Unternehmer.

## Leben
Bach entstammte einer bäuerlichen Familie, erlernte zunächst in Weißenfels das Maurerhandwerk und besuchte danach die Königlich Sächsische Staatsbauschule Leipzig, eine Baugewerkschule. Nach der Geburt seines Sohnes Max beschloss die Familie die Auswanderung nach Amerika und kam dabei zunächst nach Hamburg. Dort erkannte Bach den anstehenden Bauboom und die daraus resultierenden Möglichkeiten. Er arbeitete zunächst für verschiedene Kontorhaus-Architekten. 1891 wurde Bach Hamburger Bürger und machte sich als Architekt selbstständig. Als Architekt und Immobilien-Unternehmer führte er bald Bauten von der Projektierung bis zur Vermietung durch und baute vielfach auf eigene Rechnung. Er konzentrierte sich nach der Choleraepidemie von 1892 auf das ehemalige Gängeviertel der Nördlichen Altstadt und gilt als einer der Väter der Mönckebergstraße. Zunehmende Kritik an seinen Bauten führte dazu, dass er die Fassadengestaltung ab etwa 1907 dem Architekten Carl Bensel überließ. Noch heute befinden sich einzelne seiner Kontorhäuser im Eigentum seiner Nachfahren.

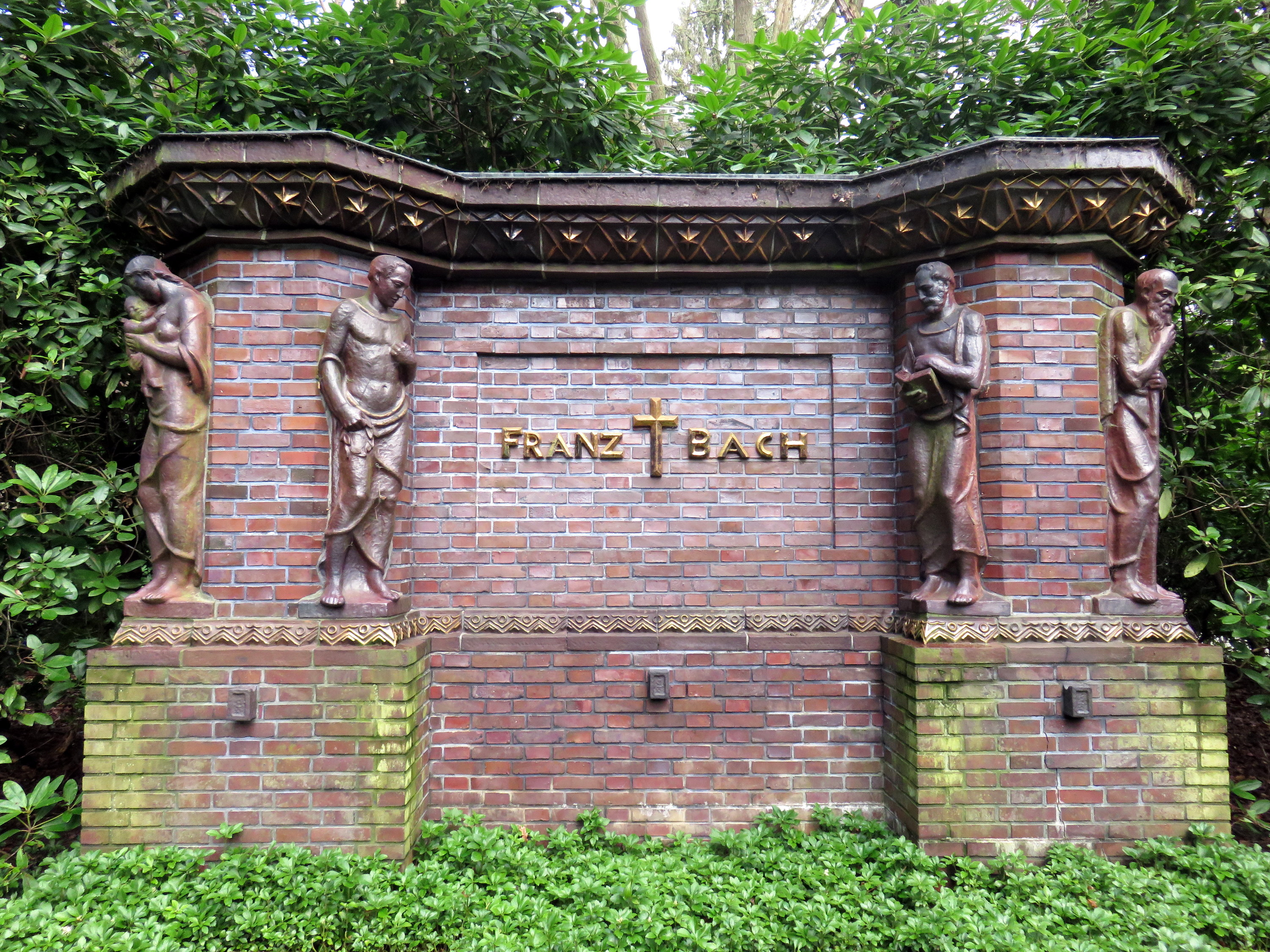
Grabmal Bach auf dem Friedhof Ohlsdorf

Sein Sohn Max Bach wurde ebenfalls Architekt in Hamburg und führte die Geschäfte des Vaters fort (Gutruf-Haus, diverse Bauten im Kontorhausviertel), sein Sohn Franz Bach bewirtschaftete bis 1945 das von seinem Vater erworbene Gut Stellshagen im Klützer Winkel.
Das Grabmal der Familie von Franz Bach befindet sich auf dem Friedhof Ohlsdorf und wurde von dem Bildhauer Richard Kuöhl gestaltet.

## Bauten in Hamburg

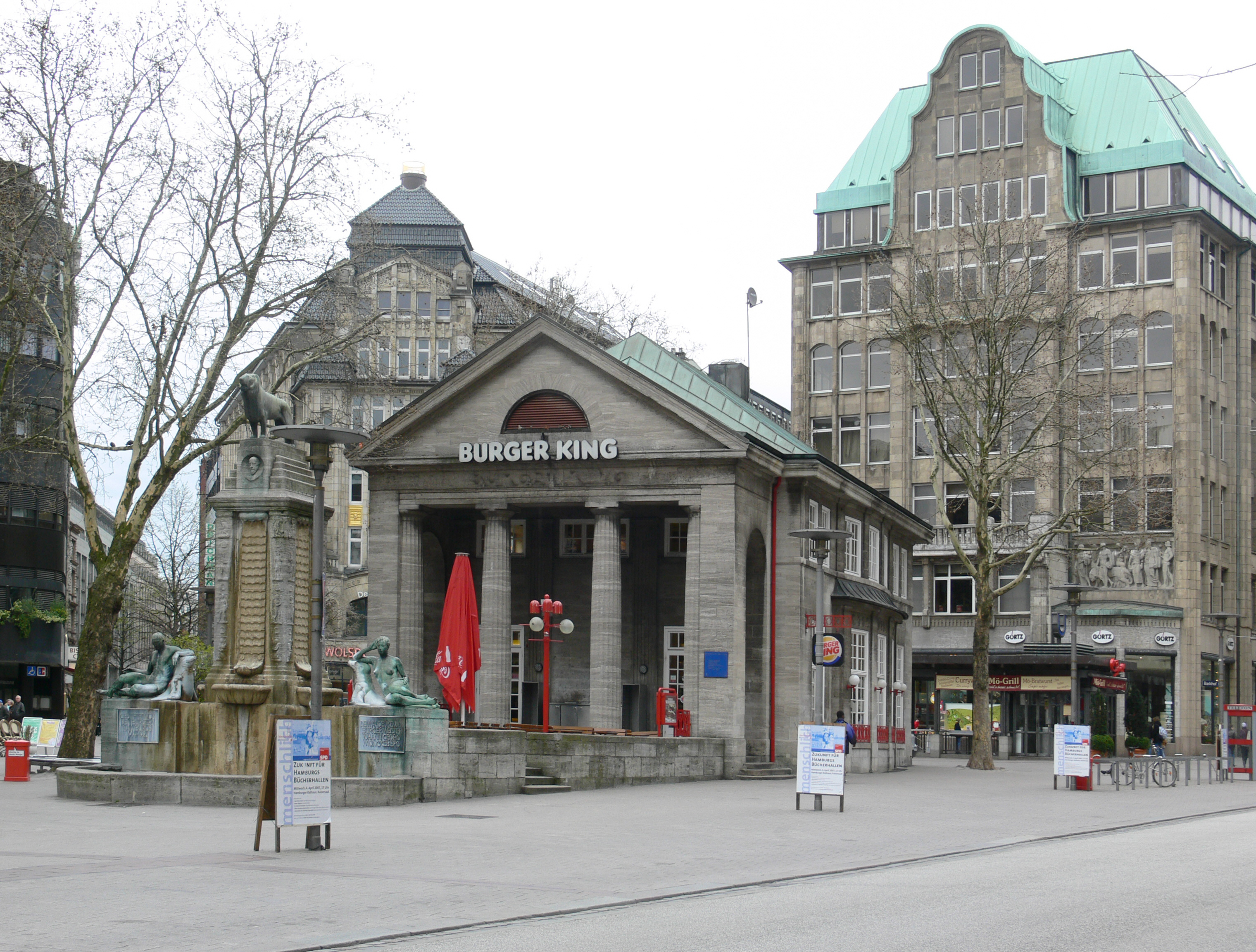
Barkhof mit ehemaliger Bücherhalle

- 1903–1904: Kontorhaus Columbiahaus,  Deichstraße 29
- 1903–1904: Kontorhaus Alsenhof, Rödingsmarkt (zerstört)
- 1903–1904: Kontorhaus Klosterburg, Glockengießerwall
- 1904–1905: Kontorhaus Friedrichshof, Ferdinandstraße und Raboisen
- 1905: Kontorhaus Brügge-Haus (zwischenzeitlich Eimbcke-Haus), Raboisen
- 1905–1907: Kontorhaus Semper-Haus, Spitalerstraße
- 1908–1909: Kontorhaus Seeburg, Spitalerstraße
- 1909–1910: Kontorhaus Barkhof, Mönckebergstraße
- 1911–1912: Kontorhaus Hansehof, Mönckebergstraße
- 1911–1912: Kontorhaus Roland-Haus, Mönckebergstraße (mit Carl Bensel; zerstört)
- 1911–1912: Kontorhaus Südseehaus, Mönckebergstraße
- 1912–1913: Kontorhaus Domhof, Mönckebergstraße
- 1912–1913: Kontorhaus Hubertushof, heute Levantehaus, Mönckebergstraße
- 1912–1913: Warenhaus Karstadt, Mönckebergstraße (mit Carl Bensel)
- 1913: Kontorhaus Walter, Mönkedamm